# Defense Security Cooperation Agency
 (janvier 2024).
Le contenu est difficilement compréhensible vu les erreurs de traduction, qui sont peut-être dues à l'utilisation d'un logiciel de traduction automatique.
 (janvier 2024).
La mise en forme du texte ne suit pas les recommandations de Wikipédia : il faut le « wikifier ».
Les points d'amélioration suivants sont les cas les plus fréquents. Le détail des points à revoir est peut-être précisé sur la page de discussion.
- Les titres sont pré-formatés par le logiciel. Ils ne sont ni en capitales, ni en gras.
- Le texte ne doit pas être écrit en capitales (les noms de famille non plus), ni en gras, ni en italique, ni en « petit »…
- Le gras n'est utilisé que pour surligner le titre de l'article dans l'introduction, une seule fois.
- L'italique est rarement utilisé : mots en langue étrangère, titres d'œuvres, noms de bateaux, etc.
- Les citations ne sont pas en italique mais en corps de texte normal. Elles sont entourées par des guillemets français : « et ».
- Les listes à puces sont à éviter, des paragraphes rédigés étant largement préférés. Les tableaux sont à réserver à la présentation de données structurées (résultats, etc.).
- Les appels de note de bas de page (petits chiffres en exposant, introduits par l'outil «  Source ») sont à placer entre la fin de phrase et le point final[comme ça].
- Les liens internes (vers d'autres articles de Wikipédia) sont à choisir avec parcimonie. Créez des liens vers des articles approfondissant le sujet. Les termes génériques sans rapport avec le sujet sont à éviter, ainsi que les répétitions de liens vers un même terme.
- Les liens externes sont à placer uniquement dans une section « Liens externes », à la fin de l'article. Ces liens sont à choisir avec parcimonie suivant les règles définies. Si un lien sert de source à l'article, son insertion dans le texte est à faire par les notes de bas de page.
- La présentation des références doit suivre les conventions bibliographiques. Il est recommandé d'utiliser les modèles {{Ouvrage}}, {{Chapitre}}, {{Article}}, {{Lien web}} et/ou {{Bibliographie}}. Le mode d'édition visuel peut mettre en forme automatiquement les références.
- Insérer une infobox (cadre d'informations à droite) n'est pas obligatoire pour parachever la mise en page.

Pour une aide détaillée, merci de consulter Aide:Wikification.
Si vous pensez que ces points ont été résolus, vous pouvez retirer ce bandeau et améliorer la mise en forme d'un autre article.
La Defense Security Cooperation Agency (DSCA), faisant partie du United States Department of Defense (DoD), fournit une assistance financière et technique, le transfert de matériels de défense, la formation et des services aux alliés, et favorise les contacts militaire à militaire.
La Coopération en matière de sécurité (CS) repose sur une tradition de coopération entre les États-Unis et d'autres nations souveraines partageant des valeurs et des intérêts similaires afin d'atteindre des objectifs de défense communs. Elle comprend un ensemble de programmes autorisés par la Loi américaine sur l'assistance étrangère de 1961, telle que modifiée, et la Loi américaine sur le contrôle des exportations d'armes de 1976, telle que modifiée, ainsi que des lois connexes, par lesquels le DoD ou des entrepreneurs commerciaux fournissent des articles et des services de défense conformément aux politiques et aux objectifs nationaux.

## Histoire
Fondée en 1971, la Defense Security Assistance Agency a été rebaptisée Defense Security Cooperation Agency le 1er octobre 1998.

## Ventes militaires étrangères (FMS)
Les ventes militaires étrangères (FMS) et la Formation militaire internationale (IMET) sont deux programmes clés inclus dans la Coopération en matière de sécurité. La FMET est réalisée uniquement sous forme de subventions. Les FMS peuvent être effectuées par des paiements directs d'États étrangers ou par le United States Foreign Military Financing (FMF). La division des ventes militaires étrangères est l'activité principale de la DSCA, et les ventes annuelles sont comprises entre 30 et 50 milliards de dollars américains. En 2020, les entreprises américaines ont vendu 50,8 milliards de dollars par le biais des FMS et 124,3 milliards de dollars par le biais de ventes commerciales directes.
Les FMS sont un accord entre le gouvernement américain et un gouvernement étranger, et la DSCA agit comme agent d'approvisionnement principalement pour des entreprises américaines de défense et des entreprises aérospatiales, ou pour les stocks du DoD. À tout moment, la DSCA gère "14 000 cas ouverts de ventes militaires étrangères avec 185 pays", comme l'a expliqué le directeur de la DSCA, le lieutenant-général Charles Hooper, à la Brookings Institution en juin 2019.
Les FMS sont gérées et exploitées par le DoD à but non lucratif, sans perte ni gain. Les pays participant au programme paient les articles et services de défense à des prix permettant de récupérer les coûts engagés par les États-Unis. Cela inclut des frais pour couvrir le coût de l'administration du programme.

## Centres régionaux
La DSCA compte cinq centres régionaux. Il s'agit de :
- Africa Center for Strategic Studies[7]
- Asia-Pacific Center for Security Studies[8]
- George C. Marshall European Center for Security Studies[9]
- William J. Perry Center for Hemispheric Defense Studies[10]
- Near East South Asia Center for Strategic Studies[11].